# 徳島駐屯地
徳島駐屯地（とくしまちゅうとんち、JGSDF Camp Tokushima）は、徳島県阿南市那賀川町小延413-1に所在し第14施設隊等が駐屯する陸上自衛隊の駐屯地である。北徳島分屯地が隷属する。

## 概要
駐屯地司令は、第14施設隊長が兼務する。第2混成団から第14旅団への改編に伴う施設整備の一環として新設された駐屯地であり、2012年（平成24年）3月26日に開庁した。高知県香南市の高知駐屯地第2営舎地区に所在していた第14施設中隊（現第14施設隊）を主力とする部隊が移駐し、同県内の第14飛行隊とともに徳島県の防衛警備・災害派遣および民生協力を担当する。
開設に伴い、隊員の家族や関係者など200人ほどが高知県から移住し、開庁日には飯泉嘉門知事など県内関係者や地元住民が招かれ、編成完結式が行われた。徳島駐屯地は、徳島県内に設置される初めての駐屯地である。また、2010年（平成22年）より県内初の陸自部隊として活動している北徳島分屯地は、徳島駐屯地の一部となる。なお、徳島県は戦前も日露戦争後に歩兵第62連隊が丸亀から移動してくるまで、全国で唯一、陸軍が駐屯していない地方自治体となっていた。
2012年（平成24年）3月27日、徳島県庁舎で歓迎式典が開かれ、隊員を県議や県職員、児童などが出迎え、隊員に花束が送られた。また津田充寿第14施設隊隊長に、飯泉知事から県旗が渡された。2012年（平成24年）3月31日、渡辺周防衛副大臣や飯泉知事の来場の元記念式典が開かれ、活動を開始した。

## 沿革
- 2012年（平成24年）3月26日：徳島駐屯地開庁。

1. 第14施設隊が高知駐屯地第2営舎地区から徳島駐屯地に移駐。
2. 第14後方支援隊第1整備中隊施設整備小隊が高知駐屯地第2営舎地区から徳島駐屯地に移駐。
3. 徳島駐屯地業務隊を新編。
4. 第323基地通信中隊（善通寺駐屯地）の徳島派遣隊を新編。
5. 善通寺駐屯地の北徳島分屯地が徳島駐屯地の分屯地となる。

- 2015年（平成27年）3月26日：第440会計隊が廃止され、第348会計隊徳島派遣隊が設置される。

## 駐屯部隊

### 中部方面隊隷下部隊
- 第14旅団
  - 第14施設隊
  - 第14後方支援隊
    - 第1整備中隊
      - 施設整備小隊：第14施設隊を支援
- 中部方面会計隊
  - 第348会計隊
    - 徳島派遣隊
- 中部方面システム通信群
  - 第104基地システム通信大隊
    - 第323基地通信中隊
      - 徳島派遣隊
- 徳島駐屯地業務隊

### 防衛大臣直轄部隊
- 中部方面警務隊
  - 第133地区警務隊
    - 徳島連絡班